# 平石善司
平石 善司（ひらいし よしもり、1912年 - 2006年3月20日）は、哲学研究者、同志社大学名誉教授。
同志社大学文学部神学科卒業、広島文理科大学哲学科卒業。1961年「フィロンのロゴス論」で広島大学文学博士。同志社大学助教授、教授、1982年定年退任、名誉教授。

## 著書
- ブーバー 日本基督教団出版部 1966 (人と思想シリーズ)
- マルチン・ブーバー 人と思想 創文社 1991.10
- フィロン研究 創文社 1991.5

## 共編
- キリスト教を学ぶ人のために 武藤一雄共編 世界思想社 1985.10
- ブーバーを学ぶ人のために 山本誠作共編 世界思想社 2004.1

## 翻訳
- ハシディズム ブーバー著作集 3 みすず書房 1969
- 共に生きること 抵抗と服従-獄中書簡(抄)(ボンヘッファー 現代キリスト教思想叢書 6 白水社 1973

## 参考
- 平石善司教授の略歴及び主要業績「文化学年報」1982-3